# Chamaeangis letouzeyi
Chamaeangis letouzeyi är en orkidéart som beskrevs av Dariusz Lucjan Szlachetko och Tomasz Sebastian Olszewski. Chamaeangis letouzeyi ingår i släktet Chamaeangis och familjen orkidéer. Inga underarter finns listade i Catalogue of Life.